# Stuck Inside of Mobile with the Memphis Blues Again
«Stuck Inside of Mobile with the Memphis Blues Again» (también catalogado como «Memphis Blues Again») es una canción del cantautor estadounidense Bob Dylan de su séptimo álbum de estudio, Blonde on Blonde (1966). La canción fue escrita por Dylan y producida por Bob Johnston. Tiene nueve versos, cada uno con un conjunto distinto de personajes y circunstancias. Las 20 tomas de «Stuck Inside of Mobile with the Memphis Blues Again» se grabaron en la madrugada del 17 de febrero de 1966 en A Studio de Columbia Records en Nashville, Tennessee, con la última toma seleccionada para el álbum. Esta versión también aparece en el segundo álbum recopilatorio de Dylan, Bob Dylan's Greatest Hits Vol. 2 (1971).
Una versión anterior de la canción fue lanzada en The Bootleg Series Vol. 7: No Direction Home: The Soundtrack en 2005, y se publicaron otras tomas en The Bootleg Series Vol. 12: The Cutting Edge 1965-1966 en 2015. «Stuck Inside of Mobile with the Memphis Blues Again» ha recibido una recepción positiva por parte de los críticos, quienes han elogiado de diversas formas las letras de Dylan, su interpretación vocal y su maestría musical.
Dylan ha tocado la canción en vivo en concierto 748 veces, desde 1976 hasta 2010. Una versión en vivo grabada en mayo de 1976 se incluyó en el álbum en vivo de esa gira, Hard Rain (1976), y también se lanzó como sencillo con «Rita May» como lado B. Esta versión en vivo recibió una recepción crítica generalmente negativa.

## Trasfondo y grabación
El álbum Another Side of Bob Dylan (1964) vio a Bob Dylan comenzar a alejarse del sonido de la música folk contemporánea que había caracterizado sus primeros álbumes. Bringing It All Back Home (1965) incluía pistas tanto eléctricas como acústicas, y Highway 61 Revisited más tarde ese año era puramente eléctrico. En 1965, Dylan contrató a The Hawks como su grupo de acompañamiento, pero las sesiones de grabación en Nueva York para un nuevo álbum no fueron productivas para ellos, y aceptó la sugerencia de su productor Bob Johnston de que las sesiones deberían transferirse a Nashville, Tennessee. Dylan fue a Nashville en febrero de 1966, con Al Kooper y Robbie Robertson de las sesiones de Nueva York también haciendo el viaje.
«Stuck Inside of Mobile with the Memphis Blues Again» fue escrita por Dylan, quien cantó y tocó la armónica en la canción, con Kooper en el órgano y miembros del A-Team de músicos de estudio que habían sido contratados para las sesiones del álbum: Charlie McCoy, Wayne Moss y Joe South (guitarras), Hargus Robbins (piano), Henry Strzelecki (bajo eléctrico) y Kenneth Buttrey (batería). Las 20 tomas de la canción fueron grabadas en las primeras horas del 17 de febrero de 1966 en el Estudio A de Columbia Records. Dylan reelaboró la canción en el estudio, revisando la letra y cambiando la estructura de la canción mientras grababa diferentes tomas. Según Clinton Heylin, la mayoría de las revisiones fueron al arreglo de la música, más que a la letra. Finalmente, después de grabar durante tres horas, se eligió una toma maestra, la vigésima y última toma, que duró siete minutos y seis segundos. Fue lanzada como la segunda pista de la cara dos del séptimo álbum de estudio de Dylan, el álbum doble Blonde on Blonde, el 20 de junio de 1966.La toma cinco fue lanzada en The Bootleg Series Vol. 7: No Direction Home: The Soundtrack (2005).
En 2015, se lanzó la toma 13 en la edición de dos discos de The Bootleg Series Vol. 12: The Cutting Edge 1965-1966. Esta y cuatro tomas adicionales se incluyeron en la edición Deluxe de seis discos, y la sesión de grabación completa se publicó en la edición de coleccionista de 18 discos. La canción a veces se ha incluido como «Memphis Blues Again» o «Stuck Inside Of Memphis With The» en los lanzamientos de álbumes; el título correcto apareció por primera vez cuando se incluyó en Bob Dylan's Greatest Hits Vol. 2 (1971).

## Análisis y recepción
Michael Gray identificó varias influencias posibles en «Stuck Inside of Mobile with the Memphis Blues Again», incluyendo «The Memphis Blues» de W. C. Handy, quien escribió la música, publicada en 1912, y George A. Norton, quien escribió la letra al año siguiente. Señala además la influencia de «Memphis Bound Blues» de Ma Rainey (1925); «South Memphis Blues» de Frank Stokes (1929); y «North Memphis Blues» de Memphis Minnie (1930). Gray vio similitudes con la canción de Bukka White «Aberdeen Mississippi Blues» (1940), que tiene la línea «Sittin' down in Aberdeen with New Orleans on my mind».
La canción tiene nueve versos, cada uno, según el crítico Andy Gill, proporciona «una pequeña viñeta absurda que ilustra la alienación contemporánea». El musicólogo Wilfrid Mellers describió la canción como estrófica; El erudito en literatura Timothy Hampton sintió que la «técnica de Dylan de variar el coro como una forma de aislar al cantante del oyente» que empleó en algunas de las pistas de Blonde on Blonde está en evidencia en »Stuck Inside of Mobile with the Memphis Blues Again», donde Dylan canta el coro de manera diferente cada vez.
El periodista Oliver Trager sugirió que, al igual que otras canciones de Dylan de la época, los temas eran «la sospecha de las figuras de autoridad, las mujeres solícitas y un narrador confundido, perseguido y posiblemente intoxicado». Mellers escribió que la canción, que presenta una lista de personajes que incluyen a Shakespeare, Mona, Ruth, un trapero, un senador, un predicador, un hombre de la lluvia, ferroviarios y un abuelo fallecido, dio «evidencia de la interdependencia en las canciones de Dylan de la realidad cotidiana y del mito». Cada versículo incluye un conjunto distinto de personajes y circunstancias. Mike Marqusee sintió que «el escapismo frustrado se mezcla con una sensación de fatalidad inminente» en la canción. Agregó que:

urbano y rural, la tradición y la innovación se mantienen en un estancamiento agitado. La distancia misteriosamente infranqueable entre Mobile, la ciudad petrolera de la Costa del Golfo, y Memphis, el gran tarro de miel del Mississippi, es la distancia entre la depresión y la euforia, el aislamiento y la comunidad, el anonimato y el reconocimiento, el fatalismo y la libertad. El viaje de uno a otro está constantemente obstruido.

El sociólogo John Wells argumentó que la canción «no puede experimentarse en su totalidad como una obra de arte verdaderamente notable» solo leyendo la letra, sino solo escuchando la interpretación de Dylan. Postuló que después de escuchar la canción varias veces, los oyentes se darían cuenta de que «Mobile ya no solo significa estar atrapado en una ciudad de Alabama, sino ... representa el mundo grotesco y turbulento en el que todos habitamos». El erudito en estudios de comunicación Keith Nainby escribió que Dylan «representaba una personalidad narrativa alienada y tumultuosa que estaba preocupada, no consolada, por su lugar y tiempo».
En una crítica positiva de Blonde on Blonde para Asbury Park Press, Dave Margoshes consideró la canción, a la que llamó un «blues frenético surrealista», como una de las cuatro pistas «sobresalientes» del álbum. Paul Williams nombró la pista como su favorita del álbum cuando escribió en Crawdaddy! en 1966 que se trataba de «una cadena de anécdotas unidas por un coro evocador». Él ofreció: «Dylan relata episodios y emociones específicos en su manera impresionista, de alguna manera haciendo que lo universal sea específico y luego lo vuelve universal nuevamente en ese estribillo tan preciso». Williams también elogió la maestría musical y agregó que nunca había escuchado el órgano «tocado con tanta eficacia» como por Kooper en el número. En la reseña de Record Mirror, Norman Jopling escribió que la canción era «alegre ... con un respaldo teen beat» y fue «bastante divertido».
Neil Spencer le dio a la canción una calificación de 5/5 estrellas en un suplemento de Dylan de la revista Uncut en 2015, calificándola como una de las tres «grandes declaraciones» en Blonde on Blonde, junto con «Sad Eyed Lady of the Lowlands» y «Visions of Johanna». El autor John Nogowski calificó la canción como «A+». Lo describió como «un retrato brillantemente divertido en terciopelo negro de un mundo enloquecido», y una de las «canciones más perfectamente realizadas» de Dylan.

## Actuaciones en vivo
Según su sitio web, Dylan tocó «Stuck Inside of Mobile with the Memphis Blues Again» 748 veces en concierto entre 1976 y 2010. La primera presentación en vivo fue en la Universidad de Florida Occidental, en Pensacola, el 28 de abril de 1976, durante la gira Rolling Thunder Revue. La actuación en el Tarrant County Convention Center Arena, Fort Worth, Texas, el 16 de mayo de 1976, se incluyó en el álbum en vivo de la gira, Hard Rain, lanzado el 10 de septiembre de 1976. El álbum fue producido por Don DeVito y Dylan. La versión de Hard Rain tiene una duración de seis minutos y seis segundos. Una versión editada de la pista de este álbum, con una duración de tres minutos y 35 segundos, también fue lanzada como sencillo en los Estados Unidos el 30 de noviembre de 1976, con «Rita May» como lado B; el sencillo no llegó a las listas. Los críticos recibieron la versión de Hard Rain de la canción, que omitió tres versos del original, negativamente. Nogowski calificó la versión como B+, pero prefirió la maestría musical del original.

## Personal

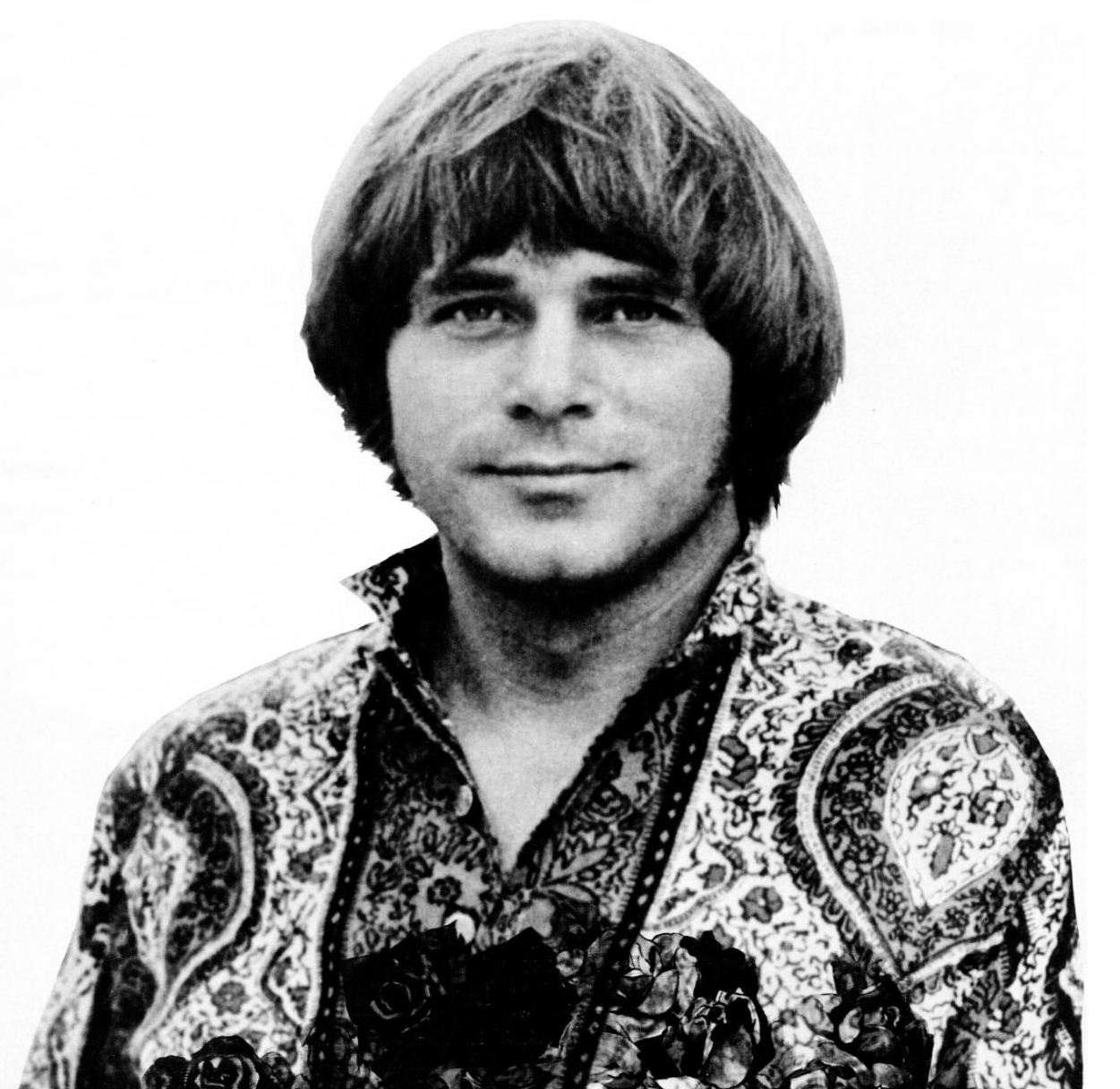
Joe South. Según Philippe Margotin y Jean-Michel Guesdon, «se distinguió por su brillante forma de tocar la guitarra y sus licks al estilo de Nashville» en la grabación.

El personal para la sesión del álbum original fue el siguiente.
Músicos
- Bob Dylan – voz, guitarra acústica
- Charlie McCoy – guitarra acústica
- Wayne Moss – guitarra eléctrica
- Joe South – guitarra eléctrica
- Al Kooper – Órgano
- Hargus Robbins – piano
- Henry Strzelecki – bajo eléctrico
- Kenneth Buttrey – batería

Técnico
- Bob Johnston – producción